# Bree Van de Kamp
Bree Hodge
Bree Weston
Bree Van de Kamp (née Mason, également Bree Hodge et Bree Weston à la fin de la série) est l'un des personnages principaux du feuilleton télévisé Desperate Housewives, interprété par Marcia Cross.

## Nom du personnage
Née Bree Mason, elle est connue dans les deux premières saisons sous le nom de Bree Van de Kamp du nom de son premier mari, Rex Van de Kamp. Dans la troisième saison, elle épouse Orson Hodge et devient Bree Hodge. À la suite de son divorce avec Orson dans la septième saison, elle redevient Bree Van de Kamp. À la fin de la série, elle épouse Trip Weston et devient Bree Weston. 

## Avant la série
La série débute alors que Bree est mariée au docteur Rex Van de Kamp et élève ses deux enfants, Andrew Van de Kamp et Danielle Van de Kamp, qui sont adolescents. 
On apprend au fil des saisons que Bree est née dans une famille aisée : elle est fille du procureur Henry Mason, et de sa première épouse. 
Deux évènements semblent marquer le personnage. Tout d'abord, la mère de Bree est tragiquement décédée, renversée par une voiture, alors que celle-ci n'avait que dix ans ; toute sa famille étant partie à l'hôpital, elle resta à nettoyer le sang qui maculait la rue, ce qui laisse à penser que son goût pour l'ordre et la propreté vient de cet événement très marquant. La seule personne à qui elle confie ce secret est Zach Young.
Ensuite, son père s'est remarié avec Eleanor Mason, qui devient donc sa belle-mère. Cette dernière ne félicitait sa belle-fille que lorsqu'elle le méritait, contrairement à la mère de Bree, dont le soutien était inconditionnel.
Bree a fait des études de médecine au cours desquelles elle a rencontré Rex Van de Kamp, son premier mari. Ils se sont ensuite mariés, et Bree a obtenu son diplôme de psychologue.

## Histoire du personnage au cours des saisons
Bree est une White Anglo-Saxon Protestant. Elle est Presbytérienne, républicaine conservatrice et membre de la National Rifle Association (Rex mentionne d'ailleurs qu'elle possède quatre armes à feu qu'elle garde chez elle). 
Durant la saison 1, elle est mariée avec le docteur Rex Van de Kamp, médecin, avec qui elle a eu deux enfants, Andrew Van de Kamp et Danielle Van de Kamp. Devenue veuve, elle épouse en secondes noces durant la saison 3, le docteur Orson Hodge, dentiste. 
Lors de la saison 5, Bree possède une entreprise de traiteur et organise des réceptions pour ses clients.
Elle écrit également un livre de cuisine "Mrs Van de Kamp's Old Fashioned Cooking" (En VF "Les recettes d'antan de Mme Van de Kamp").
À la fin de la saison 5 elle entame une relation avec Karl Mayer, son avocat et l’ex de Susan.
À la fin de la saison 6, elle est contrainte de vendre son entreprise et Orson divorce d'elle.
Dans la saison 8, après le meurtre d'Alejandro, c'est elle qui guide les filles dans cette dernière aventure.
C'est une femme bon chic bon genre. Elle est la femme la plus classe de Wisteria Lane et n'a jamais une seule mèche de cheveux de travers.  
Au fil des saisons, malgré l"assouplissement" de sa coiffure, Bree arborera toujours une coupe digne d'un magazine. Sa famille se montre souvent agacée par son perfectionnisme et sa maniaquerie extrêmes, mais Rex, son premier mari, ne dit strictement rien, contrairement à leurs enfants qui ne se privent pas de lui faire entendre leurs opinions. 

### Saison 1
Perfectionniste obsessionnelle, Bree essaie de montrer le moins possible ses sentiments, ce qui tend les relations avec sa famille. Elle se montre souvent dépassée par les actes et les paroles de ses enfants durant leur adolescence ; ceux-ci ne l'estiment pas et lui montrent peu de reconnaissance. Au début de la saison, son mari Rex demande le divorce, mais Bree le convainc d'aller voir un thérapeute conjugal. Puis son fils Andrew renverse, après avoir bu, la mère de Carlos Solis, mais Bree fera tout pour que cela reste un secret. Elle a aussi une relation avec George Williams, son pharmacien, alors qu'elle et Rex sont temporairement séparés. Cette relation purement platonique (suivant le souhait de Bree) a surtout pour but de rendre Rex jaloux. Cependant, George tombe fou amoureux de Bree.
À la fin de la première saison, Bree se réconcilie avec Rex, mais celui-ci ne tarde pas à mourir. Lors de son enterrement, les retrouvailles de Bree avec sa belle-mère, Phyllis, sont très tendues, car cette dernière lui reproche de n'avoir pas su rendre son fils heureux.

### Saison 2
La deuxième saison est marquée par un changement de comportement de George qui devient obsédé par Bree quand tous deux se fiancent. Cette obsession exaspère Bree mais elle décide tout de même de l'aider. Cependant, elle finit par le laisser mourir d'une overdose de somnifères après qu'il a refusé de reconnaître son implication dans la mort de Rex Van de Kamp. 
La relation de Bree avec George Williams renforce les fortes tensions entre elle et son fils, Andrew, avec qui elle avait déjà rencontré des problèmes d'autorité. 
Alors qu'elle garde les enfants de Lynette Scavo, Bree s'endort après avoir bu trop de vin. À la suite de cet évènement, Lynette la force à admettre son alcoolisme. Andrew essaye quant à lui d'en tirer profit : Bree lui ayant refusé de l'argent pour s'acheter une voiture, il décide de lui faire un procès et tente par tous les moyens de prouver qu'elle est une mauvaise mère : après avoir compris qu'il ne pouvait la faire condamner pour le décès de George, il instrumentalise son problème d'alcool et tente de faire croire qu'elle le frappe. Bien résolue à ne pas céder à son fils, elle est contrainte, afin de montrer sa bonne volonté bien qu'elle refuse toujours d'admettre son addiction, de rejoindre l'association des Alcooliques anonymes où elle rencontre Peter McMillan, qui deviendra son parrain. Bree lui confie ses problèmes et ils entament une relation. C'est alors que Peter lui apprend qu'il souffrait aussi, pour sa part, de dépendance sexuelle. Après cette annonce, Peter essaie de lui trouver un autre parrain mais les problèmes de Bree s'accumulent, ce qui convainc finalement Peter de continuer à aider Bree à être plus sobre.
Cette relation prend fin après qu'Andrew séduit Peter, pour se venger de sa mère, qui a obtenu gain de cause au procès. Bree abandonne alors son fils sur la route.
Les remords l'accablent et elle décide de se consacrer entièrement à sa fille, Danielle, qui ne l'apprécie pas. Exaspérée, celle-ci s'enfuit de la maison avec son petit ami, Matthew Applewhite.
Dépassée par tant d'événements, Bree va de son plein gré dans un hôpital psychiatrique où elle rencontre Orson Hodge, qu'elle avait croisé auparavant lorsqu'il aidait Susan Mayer après l'incendie de sa maison.
Bree s'enfuit de l'hôpital psychiatrique sous les yeux d'Orson Hodge lorsqu'elle apprend que Matthew était l'assassin de Melanie Foster, voulant rentrer en vitesse pour protéger sa fille. Matthew est finalement tué par une balle de la police, au domicile de Bree.
La saison 2 se finit par un rendez-vous avec Orson Hodge, sans que Bree sache qu'il a renversé Mike Delfino.

### Saison 3
Bree et Orson Hodge se marient dans l'épisode 2 de la saison 3 et Bree prend donc le nom de Bree Hodge. Dans le premier épisode, on apprend qu'avant Orson, Bree n'avait jamais eu de véritable orgasme. Ils retrouvent Andrew qu'Orson finit par convaincre de rentrer à la maison. 
Les choses ont soudain l'air d'aller mieux pour Bree. Lors de son traditionnel envoi de cartes postales de Noël, Bree se rend compte qu'elle n'a jamais entendu parler de la mère d'Orson, et elle lui demande son adresse. Orson lui répond seulement que sa mère vit dans un foyer pour personnes âgées diminuées mentalement. Peu convaincue, Bree se rend seule à l'hôpital et rencontre la mère d'Orson, Gloria, qui n'est pas sénile du tout. Mais lorsque Bree l'invite chez eux, Gloria se montre tout à fait désagréable, et ses relations avec son fils ont l'air orageuses au possible. 
Bree fait également la connaissance d'Alma, l'ex-femme d'Orson, évanouie dans la nature et présumée morte par quelques esprits imaginatifs.
Mais Alma est de retour et elle semble bien s'entendre avec Gloria. Alma ne s'est apparemment jamais remise qu'Orson ne l'aime pas et aimerait le récupérer, et Gloria, qui les avait poussés à se marier, veut également tout faire pour se débarrasser de Bree. Cette dernière découvre chez Alma, qui s'est installée en face de chez elle et Orson, un petit sac qui se révèle contenir les dents de Monique Pollier, l'ex-maîtresse d'Orson, retrouvée morte. Bree prend peur et se confie à Orson, qui lui dit que la situation est bien plus compliquée qu'il n'y paraît.
Bree prend alors Orson et Alma sur le fait, dans le même lit ; pensant tout d'abord à un adultère, elle frappe son mari sans ménagement pour le réveiller. Mais elle s'aperçoit vite qu'il est froid et découvre des somnifères et du viagra. Elle en vient à la juste conclusion qu'Orson a été violé par Alma et frappe cette dernière. 
À son réveil, Orson raconte à Bree ce qui s'est passé le soir du meurtre de Monique Pollier. Plus tard, alors qu'elle sort les poubelles, Bree aperçoit un petit sac, semblable à celui qui contenait les dents de Monique, en haut d'une échelle. Intriguée, elle grimpe. Mais une des barres est défectueuse, et elle tombe. Même si elle n'est que légèrement blessée, Bree est hospitalisée. 
Alors qu'Orson vient la voir à l'hôpital, Mike Delfino, qui commence à recouvrer la mémoire après son accident, vient le voir. S'ensuit une espèce de course-poursuite/bagarre qui s'achève par la chute d'Orson, qui trébuche sur le toit de l'hôpital. On le suspecte alors d'avoir essayé de tuer sa femme, puis d'avoir tenté de se suicider.
Revenue à sa maison, Bree est prise d'une grande fatigue et est alors contrainte de rester au lit sans bouger, ayant une jambe dans le plâtre. Gloria en profite pour essayer de la tuer, la faisant prendre des somnifères puis l'amenant dans la baignoire, entourée de photos d'Orson et elle, afin de faire croire à un suicide.
Orson arrive à temps pour l'en empêcher et l'affronte jusqu'à ce qu'elle ait une attaque. À son réveil, Orson prévient Bree que ni Gloria qui est paralysée depuis son attaque, ni Alma qui est morte à la suite d'une chute, ne lui causeront du mal. Cela semble être un nouveau départ dans leur relation.
Bree et Orson partent alors pour une lune de miel en Suisse, ce qui n'est qu'une couverture car le but de leur voyage est en fait d'emmener Danielle, la fille de Bree, enceinte à la suite de ses rapports avec Austin, dans un couvent pour qu'elle accouche dans le secret. Ils mettent en place toute une stratégie, révélée dans la saison 4.

### Saison 4
Bree revient de Zurich en Suisse et offre à ses amies et au quartier l'image d'une femme enceinte, de retour d'une lune de miel. Elle a soi-disant laissé Danielle, sa fille, dans un pensionnat en Suisse, alors que cette dernière se trouve en réalité aux États-Unis, poursuivant une grossesse qui elle est véritable. L'essentiel de l'intrigue de cette saison à propos de Bree tourne autour des mésaventures qui surviennent pendant la fausse grossesse et de sa pseudo-maternité. 
Elle parvient à convaincre sa fille de lui confier la garde de l'enfant et de le faire passer pour le sien et celui d'Orson.
Orson regrette énormément d'avoir renversé Mike, et devient somnambule. La fille de Susan, Julie, le surprend alors une nuit déclarant "désolé de t'avoir renversé, Mike". Julie, intriguée en fait part à Mike, qui va voir Orson et lui demande si c'est lui qui l'a renversé volontairement. Orson avoue et, voyant qu'il regrette, Mike lui pardonne. Le soir, Mike annonce à Susan que c'est Orson qui l'a renversé. Beaucoup plus choquée par cette révélation que ne l'a été son mari, Susan fonce chez Bree et lui révèle que c'est Orson qui a renversé Mike en voiture. Bree met alors Orson à la porte, et lui dit que le seul moyen qu'il a de se faire pardonner est d'aller se dénoncer à la police et de purger une peine de prison.
Un des rares points positifs de la saison pour Bree est qu'elle se réconcilie avec son fils Andrew et qu'il ne lui en veut plus de l'avoir mis à la porte, ni pour tout ce qui a pu se passer auparavant ; ils deviennent d'ailleurs beaucoup plus proches qu'ils ne l'étaient avant.

### Saison 5
Bree est désormais à la tête d'une florissante affaire de traiteur en association avec Katherine Mayfair. Mais elle est aussi devenue une cuisinière célèbre et s'apprête à sortir son premier livre de recette. Andrew est le manager de sa mère.
Danielle, la fille de Bree est désormais mariée et a arraché de force son fils Benjamin des bras de sa mère.
Bree publie son livre sous le nom de Van de Kamp, celui de son ancien mari ce qui rend Orson furieux.
Orson reproche également à Bree de ne pas s'être battue pour garder Benjamin quand Danielle est venue le reprendre.
Bree est élue femme d'affaires de l'année à la suite de la publication de son livre ainsi que de sa très prometteuse entreprise de traiteur.
Lorsqu'elle apprend qu'Orson n'a plus de travail, Bree l'engage comme associé.
Orson devient kleptomane. Il vole des objets à ses amis pour se venger du manque de considération qu'ils ont à son égard. Bree s'en aperçoit et ordonne à son mari de suivre une psychothérapie pour soigner ce problème. Orson annonce que c'est pour lui faire du mal qu'il vole. Il lui reproche de ne se consacrer qu'à son entreprise. Leur couple est au plus mal.
Orson décide de cambrioler la maison de Rose Kemper, une voisine âgée. Mais celle-ci le surprend et lui donne un violent coup de batte de baseball sur la tête. Il ment à Bree en lui faisant croire qu'il s'est blessé à la tête en tombant. Mais il a peur que sa femme ne découvre la vérité car la voisine cambriolée est soignée dans le même hôpital. Bree finit par l'apprendre mais cache sa déception pour éviter que son mari ne se doute qu'elle va demander le divorce. 
Bree engage Karl, l'ex mari de Susan, comme avocat pour son divorce car il est sans scrupule. Pour éviter que Bree ne perde beaucoup d'objets de valeur durant le divorce, Karl convainc Bree d'organiser le cambriolage de sa propre maison afin de faire croire que ses objets de valeur ont été volés. Mais Orson découvre que tout est gardé caché dans un hangar loué par Bree elle-même. Bree lui annonce alors qu'elle veut divorcer, mais il refuse. Comme Orson a déclaré les objets volés, il menace Bree de tout dévoiler à la police et de l'envoyer en prison pour fraude à l'assurance si jamais elle le quitte. Désespérée, Bree se tourne vers Karl qui promet de l'aider. Il engage un homme de main pour violenter Orson et lui faire peur.
Bree est alors furieuse quand elle l'apprend et décide de renvoyer Karl. Celui-ci l'embrasse alors passionnément.
Bree ne divorce pas d'Orson mais entame une relation extra conjugale avec Karl.

### Saison 6
Bree continue d'entretenir sa relation avec Karl, cependant elle n'en ressent pas pour autant des remords car elle trompe Orson et sort avec l'ex-mari de Susan. Il est d'autant plus dur pour elle de cacher cette relation. Mais, elle sait ce qu'elle veut, divorcer d'Orson à tout prix et engager une véritable relation avec Karl dès qu'elle sera débarrassée de son mari actuel.
Bree aura quelques tensions avec Katherine durant cette saison, en effet Katherine fait une dépression nerveuse et agit inconsciemment (Elle épie Susan et Mike et fait tout pour faire capoter leur relation). Ainsi, Bree la démet de ses fonctions de partenaire dans leur entreprise traiteur.
Les relations entre Bree et Angie Bolen, la nouvelle voisine, s'améliorent lorsque cette première demande à sa voisine de travailler avec elle pour organiser des réceptions. Pour se séparer d'Orson, Bree le met en relation avec un de ses anciens compagnons de cellule, pour qu'il viole les règles de la mise en liberté conditionnelle afin de pouvoir lui faire du chantage. Bree demande le divorce, et Orson l'accepte, mais lors de la fête de Noël, il apprend que c'est Karl qui est l'amant de Bree, et les deux hommes se battent dans une petite maison. Bree les rejoint, mais un avion en perdition arrive sur Wisteria Lane et détruit totalement la petite maison. Karl meurt et Orson est paralysé. Bree est légèrement blessée, et sous le choc.
Elle décide alors d'essayer de reconstruire son couple avec Orson dans le but que leur relation redevienne ce qu'elle était. Après de nombreux efforts, Bree et Orson retrouve une vie de couple normale.
Un jeune homme, Sam, est engagé par Bree qui lui trouve une grande sympathie et se lie d'amitié avec, quitte à parfois négliger Andrew; ce qui ne déplait pas à Sam.
En se rendant chez Sam, Bree découvre une photo du jeune homme et Rex (son ancien mari). On apprendra qu'il est le fils issu de la double vie que menait Rex. Bree souhaite faire une place à Sam dans la famille Van de Kamp. Mais Sam se révèle être un menteur: il n'a aucun diplôme et sa mère n'est pas morte comme il l'avait dit. Quand Bree l'apprend, il entre dans une colère noire. Bree, Orson et Andrew décident alors d'éloigner Sam le plus rapidement possible de leurs vies. Mais malgré de l'argent et des menaces, Sam veut rester. Bree ne voulant pas le garder parmi eux, il va la faire chanter en la menaçant de relever un secret que lui avait raconté Danielle: Andrew a renversé la mère de Carlos 11 ans auparavant. Si elle ne lui vend pas son entreprise, il ira voir la police. Bree ne peut qu'accepter: c'est l'entreprise de Sam à présent. Orson ne comprend pas que Bree protège Andrew alors qu'elle l'a envoyé en prison il y a 6 ans. Il décide de quitter Bree. Abattue par le chagrin, elle revient sur sa décision et va tout raconter à Gabrielle...

### Saison 7
Bree révèle à Gabrielle que le chauffard qui a tué sa belle-mère n’est autre que son fils : Andrew.
Mais Gabrielle décide de ne rien dire à Carlos : ce dernier risquerait de tuer Andrew et de repartir en prison. Bree divorce d'Orson et se retrouve seule, elle décide alors de refaire sa maison, pour avoir un projet et pour éviter de replonger dans l'alcool et la dépression.
Mais tout va se compliquer lorsqu'elle tombe sous le charme de son jeune entrepreneur, Keith Watson... avec qui elle vivra une relation parsemée d'obstacles : entre sa ménopause et le désir de Keith d'avoir des enfants, la découverte de ses « beaux-parents » et le retour de l’ex de son amoureux, Bree devra assumer sa différence d’âge et le peu de culture de Keith.
Et le retour d'Orson, secrètement amoureux de Bree n’arrangera rien. Lorsque Carlos apprend la vérité sur la mort de sa mère, il en veut à Bree et à Andrew. C'est donc à ce moment qu'il interdit à Gabrielle de revoir Bree, mais cette dernière choisira d'aller vivre chez elle un moment. Dans le dernier épisode de la saison, Carlos et Bree se réconcilient. Parallèlement, Bree entame une relation avec le policier Chuck Vance. Ils passent le stade de la première fois dans le 7.23, au cours du fameux dîner progressif pour fêter le retour de Susan et Mike dans Wisteria Lane.

### Saison 8
Bree doit faire face, comme ses amies, au meurtre d'Alejandro et à des lettres anonymes qu'elle seule reçoit. Elle poursuit toujours sa romance avec Chuck, mais Gaby parvient à la convaincre de rompre, même si Bree prétend qu'elle en a fait le choix. Malheureusement pour Bree, elle rompt avec le policier le soir où ce dernier la demande en mariage. Chuck s'en prend violemment à Bree en lui disant qu'il ne l'aidera pas, bien au contraire, si elle a des problèmes, ce qu'il suppose. Très vite, Chuck enquête sur la disparition d'Alejandro et questionne les Housewives et les convoque au commissariat. Bree commence à sombrer en voyant que Chuck risque de découvrir son secret et lorsque les choses se compliquent, une voiture renverse et tue le policier.
Bree replonge dans l'alcool et tente de se suicider. Mais Renée, croyant que son amie Bree entretient une liaison avec Ben, la suit et l'empêche de mettre fin à ses jours. Bree continue à boire et plonge dans des relations sans lendemain avec un homme par jour rencontré dans les bars. Gaby, Lynette et Susan tenteront de renouer le contact avec Bree pour la remettre dans le bon chemin, mais cette dernière s'éloigne d'elles un peu plus. Finalement, Orson revient dans la vie de Bree et lui propose de revivre ensemble. Bree décline l'offre d'Orson, ayant découvert qu'il a tué Chuck pour la reconquérir et l'isoler de ses amies. Pour se venger, Orson envoie un dossier de preuves à la police qui incriminent Bree pour le meurtre d'Alejandro, et de fil en aiguille, la police parvient à établir la culpabilité de Bree qui est arrêtée et doit prendre un avocat pour la défendre.
Elle fait alors la rencontre de Trip Weston, son avocat, réputé pour être très doué. Voyant son implication, Bree tombe amoureuse de lui et lui avoue toute l'histoire, mais Trip tente de se servir de ses aveux pour la tirer d'affaire et incriminer Carlos. Bree simule un malaise pour suspendre l'audience, mais est en colère de voir que Trip lui a menti pour la tirer d'affaire. Bree sort finalement libre du tribunal lorsque Karen McCluskey s'annonce coupable du crime.

## Après la série
Durant les dernières minutes du dernier épisode, Mary-Alice déclare que Bree et Trip se sont mariés. Ils quittent Wisteria Lane deux années après que Susan a elle-même déménagé. Le couple emménage alors à Louisville, dans le Kentucky, où Bree s'engage en politique ; défendant ses idées conservatrices avec l'aide d'autres femmes. Elle deviendra une figure emblématique puisqu'elle sera élue à la Chambre des Représentants de l'État du Kentucky.

## Apparence
Bree est caractérisée par ses cheveux roux éclatants (bien que dans l'épisode "un jour de travail" Orson annonce à un interlocuteur qu'elle n'est pas une "veritable" rousse) et sa peau parfaite. Elle porte des vêtements sobres, pas nécessairement à la mode dans les premières saisons, mais que l'on pourrait qualifier avant tout d'élégants, dont des twinsets. Malgré son sourire sympathique et accueillant, elle a un air hautain et strict dans le regard. C'est aussi la femme la plus grande de Wisteria Lane, avec Mary Alice Young. Lors de la première saison et la deuxième saison, Bree a une coupe de cheveux rappelant les jeunes filles des années 1970, lors de la saison 4 Bree se "décoince" un peu elle laisse ses cheveux lisses ou bien même se les attache en chignon. Elle s'habille toujours avec beaucoup d'élégance et même à la mode, depuis la saison 5.

## Origine du personnage
Bree est basée sur la propre mère de Marc Cherry et le nom Van de Kamp provient de la famille dans laquelle il a grandi.
Le comportement de Bree face à l'homosexualité de son fils Andrew est tiré encore de la mère de Marc Cherry quand il lui a dévoilé sa propre homosexualité.

## Arbre généalogique
|  |  |              |              |              |              |              |              |  |  |                    |                    |                    |                    |                    |                    |                 |                 |                 |                 |               |               | Henry Mason   | Henry Mason   | Henry Mason | Henry Mason | Henry Mason          | Henry Mason          |                      |                      | Eleanor              | Eleanor              | Eleanor     | Eleanor     | Eleanor     | Eleanor     |          |          |             |             |             |             |             |             |
|  |  |              |              |              |              |              |              |  |  |                    |                    |                    |                    |                    |                    |                 |                 |                 |                 |               |               | Henry Mason   | Henry Mason   | Henry Mason | Henry Mason | Henry Mason          | Henry Mason          |                      |                      | Eleanor              | Eleanor              | Eleanor     | Eleanor     | Eleanor     | Eleanor     |          |          |             |             |             |             |             |             |
|  |  |              |              |              |              |              |              |  |  |                    |                    |                    |                    |                    |                    |                 |                 |                 |                 |               |               |               |               |             |             |                      |                      |                      |                      |                      |                      |             |             |             |             |          |          |             |             |             |             |             |             |
|  |  |              |              |              |              |              |              |  |  |                    |                    |                    |                    | Rex Van de Kamp    | Rex Van de Kamp    | Rex Van de Kamp | Rex Van de Kamp | Rex Van de Kamp | Rex Van de Kamp |               |               | Bree Mason    | Bree Mason    | Bree Mason  | Bree Mason  | Bree Mason           | Bree Mason           |                      |                      | Trip Weston          | Trip Weston          | Trip Weston | Trip Weston | Trip Weston | Trip Weston |          |          | Orson Hodge | Orson Hodge | Orson Hodge | Orson Hodge | Orson Hodge | Orson Hodge |
|  |  |              |              |              |              |              |              |  |  |                    |                    |                    |                    | Rex Van de Kamp    | Rex Van de Kamp    | Rex Van de Kamp | Rex Van de Kamp | Rex Van de Kamp | Rex Van de Kamp |               |               | Bree Mason    | Bree Mason    | Bree Mason  | Bree Mason  | Bree Mason           | Bree Mason           |                      |                      | Trip Weston          | Trip Weston          | Trip Weston | Trip Weston | Trip Weston | Trip Weston |          |          | Orson Hodge | Orson Hodge | Orson Hodge | Orson Hodge | Orson Hodge | Orson Hodge |
|  |  |              |              |              |              |              |              |  |  |                    |                    |                    |                    |                    |                    |                 |                 |                 |                 |               |               |               |               |             |             |                      |                      |                      |                      |                      |                      |             |             |             |             |          |          |             |             |             |             |             |             |
|  |  |              |              |              |              |              |              |  |  |                    |                    |                    |                    |                    |                    |                 |                 |                 |                 |               |               |               |               |             |             |                      |                      |                      |                      |                      |                      |             |             |             |             |          |          |             |             |             |             |             |             |
|  |  |              |              |              |              |              |              |  |  |                    |                    |                    |                    |                    |                    |                 |                 |                 |                 |               |               |               |               |             |             |                      |                      |                      |                      |                      |                      |             |             |             |             |          |          |             |             |             |             |             |             |
|  |  |              |              |              |              |              |              |  |  |                    |                    |                    |                    |                    |                    |                 |                 |                 |                 |               |               |               |               |             |             |                      |                      |                      |                      |                      |                      |             |             |             |             |          |          |             |             |             |             |             |             |
|  |  | Alex Cominis | Alex Cominis | Alex Cominis | Alex Cominis | Alex Cominis | Alex Cominis |  |  | Andrew Van de Kamp | Andrew Van de Kamp | Andrew Van de Kamp | Andrew Van de Kamp | Andrew Van de Kamp | Andrew Van de Kamp |                 |                 | Austin McCann   | Austin McCann   | Austin McCann | Austin McCann | Austin McCann | Austin McCann |             |             | Danielle Van de Kamp | Danielle Van de Kamp | Danielle Van de Kamp | Danielle Van de Kamp | Danielle Van de Kamp | Danielle Van de Kamp |             |             | Léo Katz    | Léo Katz    | Léo Katz | Léo Katz | Léo Katz    | Léo Katz    |             |             |             |             |
|  |  | Alex Cominis | Alex Cominis | Alex Cominis | Alex Cominis | Alex Cominis | Alex Cominis |  |  | Andrew Van de Kamp | Andrew Van de Kamp | Andrew Van de Kamp | Andrew Van de Kamp | Andrew Van de Kamp | Andrew Van de Kamp |                 |                 | Austin McCann   | Austin McCann   | Austin McCann | Austin McCann | Austin McCann | Austin McCann |             |             | Danielle Van de Kamp | Danielle Van de Kamp | Danielle Van de Kamp | Danielle Van de Kamp | Danielle Van de Kamp | Danielle Van de Kamp |             |             | Léo Katz    | Léo Katz    | Léo Katz | Léo Katz | Léo Katz    | Léo Katz    |             |             |             |             |
|  |  |              |              |              |              |              |              |  |  |                    |                    |                    |                    |                    |                    |                 |                 |                 |                 |               |               |               |               |             |             |                      |                      |                      |                      |                      |                      |             |             |             |             |          |          |             |             |             |             |             |             |
|  |  |              |              |              |              |              |              |  |  |                    |                    |                    |                    |                    |                    |                 |                 |                 |                 |               |               |               |               |             |             |                      |                      |                      |                      |                      |                      |             |             |             |             |          |          |             |             |             |             |             |             |
|  |  |              |              |              |              |              |              |  |  |                    |                    |                    |                    |                    |                    |                 |                 |                 |                 |               |               | Benjamin Katz |               |             |             |                      |                      |                      |                      |                      |                      |             |             |             |             |          |          |             |             |             |             |             |             |

## Anecdotes
- Bree a successivement été la compagne d'un médecin (Rex Van de Kamp), d'un pharmacien (George Williams), d'un dentiste (Orson Hodge), et deux avocats (Karl Mayer et Trip Weston), tous travaillant à leur compte.
- Avant de choisir Marcia Cross, Marc Cherry avait souhaité donner le rôle de Bree à Dana Delany. Cette dernière obtient finalement le rôle de Katherine Mayfair, la nouvelle voisine, apparue au début de la saison 4. Nicollette Sheridan (Edie Britt) avait également auditionné mais finalement ce fut Marcia qui eut le rôle.
- Bree est une fidèle de l'Église presbytérienne, équivalent français de l'Église réformée de France (protestante, calviniste)
- Marcia Cross avait été auditionnée pour le rôle de Mary-Alice Young, avant que le créateur n'attribue ce rôle à Brenda Strong.